# Port lotniczy Baruun-Urt
Port lotniczy Baruun-Urt (IATA: UUN, ICAO: ZMBU) – port lotniczy w Baruun-Urt, stolicy ajmaku suchebatorskiego, w Mongolii.